# Coalició Electoral Valenciana
Coalició Electoral Valenciana (registrat oficialment com Partido Coalición Valenciana) va ser una força política de caràcter centrista i blaver promoguda per Francisco Domingo Ibáñez per a les Eleccions a les Corts Valencianes de 1987, on va obtenir poc més d'11.000 vots.
És considerada com un dels primers exemples de forces amb un missatge nacionalista valencià sorgits com a evolució del blaverisme, deixant enrere el discurs catalanòfob.
Promoguda pel president de l'associació Valencia 2000, Francisco Domingo Ibáñez, la Coalició Electoral Valenciana va nàixer com una coalició política entre partits de centre i de dreta, on en un primer moment Aliança Popular i el Partit Reformista Democràtic anaven a participar. Finalment, però, tant Aliança Popular com Unió Valenciana es presentarien en solitari, obtenint representació a les Corts Valencianes, mentre que la Coalició Electoral Valenciana va rebre un pobre resultat, i acabaria desapareixent.